# Kelloggina incerta
Kelloggina incerta är en tvåvingeart som först beskrevs av Lutz 1920.  Kelloggina incerta ingår i släktet Kelloggina och familjen Blephariceridae. Inga underarter finns listade i Catalogue of Life.